# Wysoka (okres Hlubčice)
Wysoka (česky Vysoká, německy Waissak, v letech 1936–1945 Lindau) je ves v jižním Polsku, v Opolském vojvodství, v powiatu Głubczyckém, ve gmině Branice v Horním Slezsku.

## Geografie
Ves leží v Opavské pahorkatině.

## Demografie
V roce 1939 měla ves 716 obyvatel, v roce 2008 měla 515 obyvatel.

## Galerie

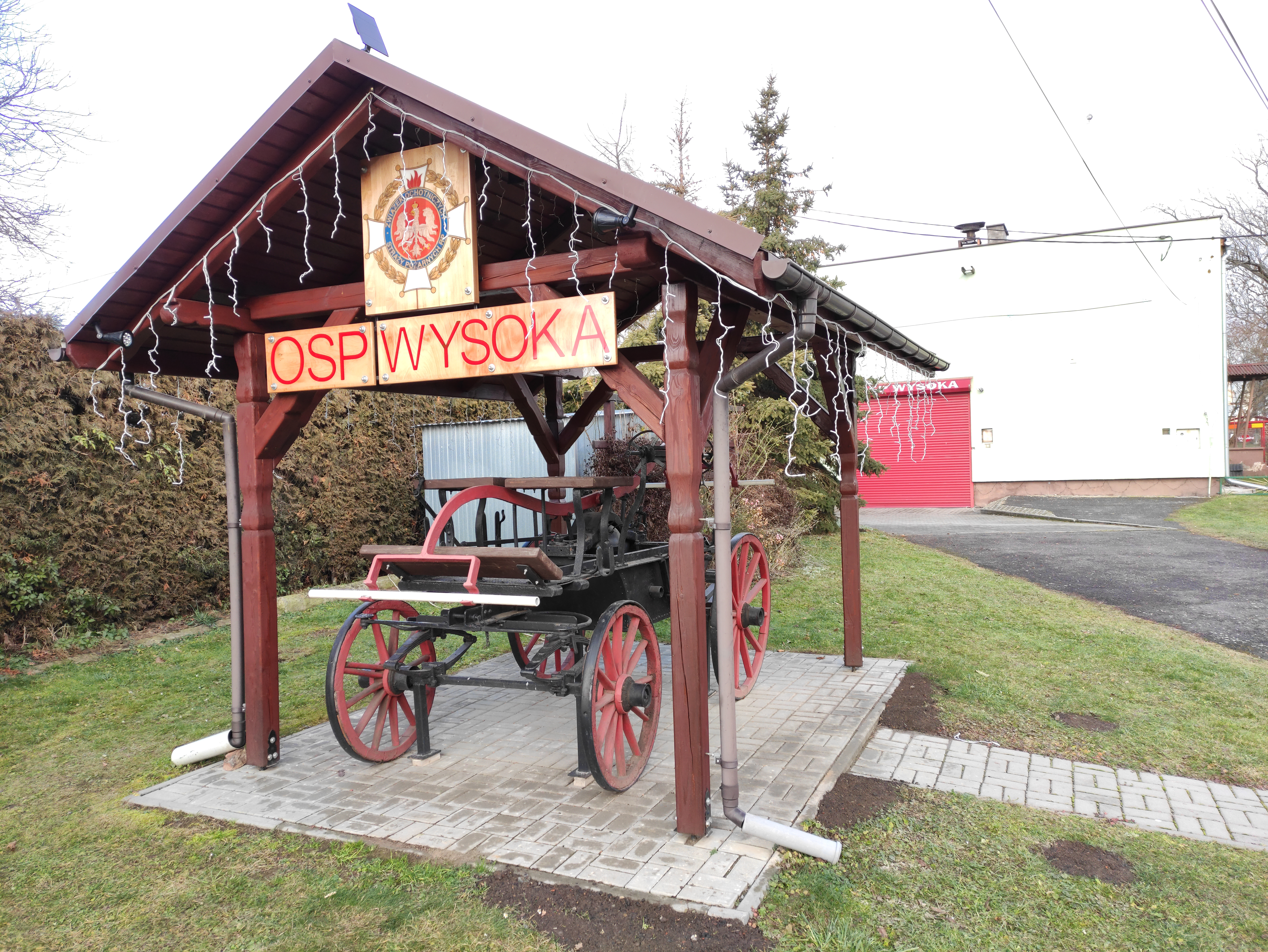
Historická hasičská stříkačka (2021)
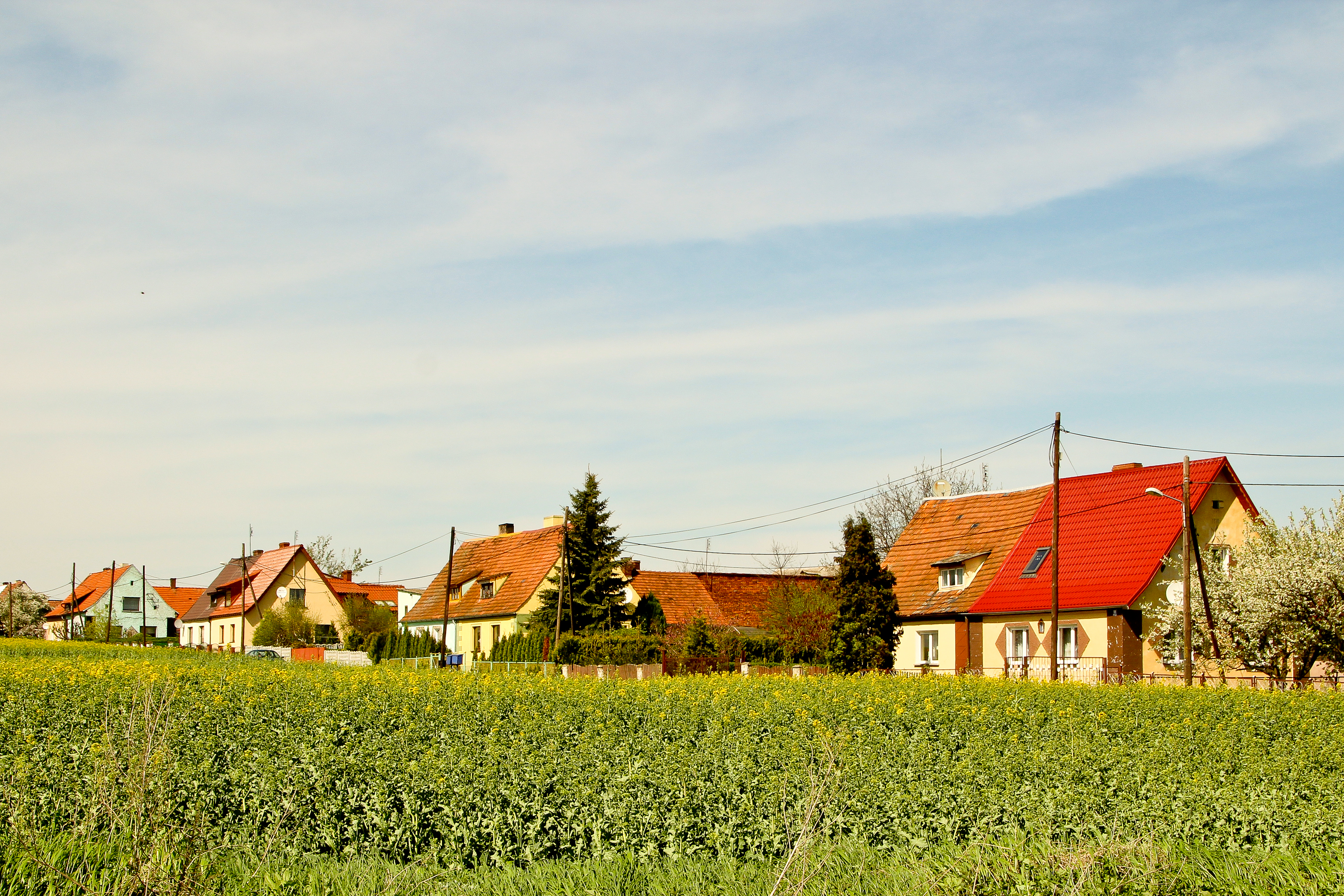
Wysoka (2012)
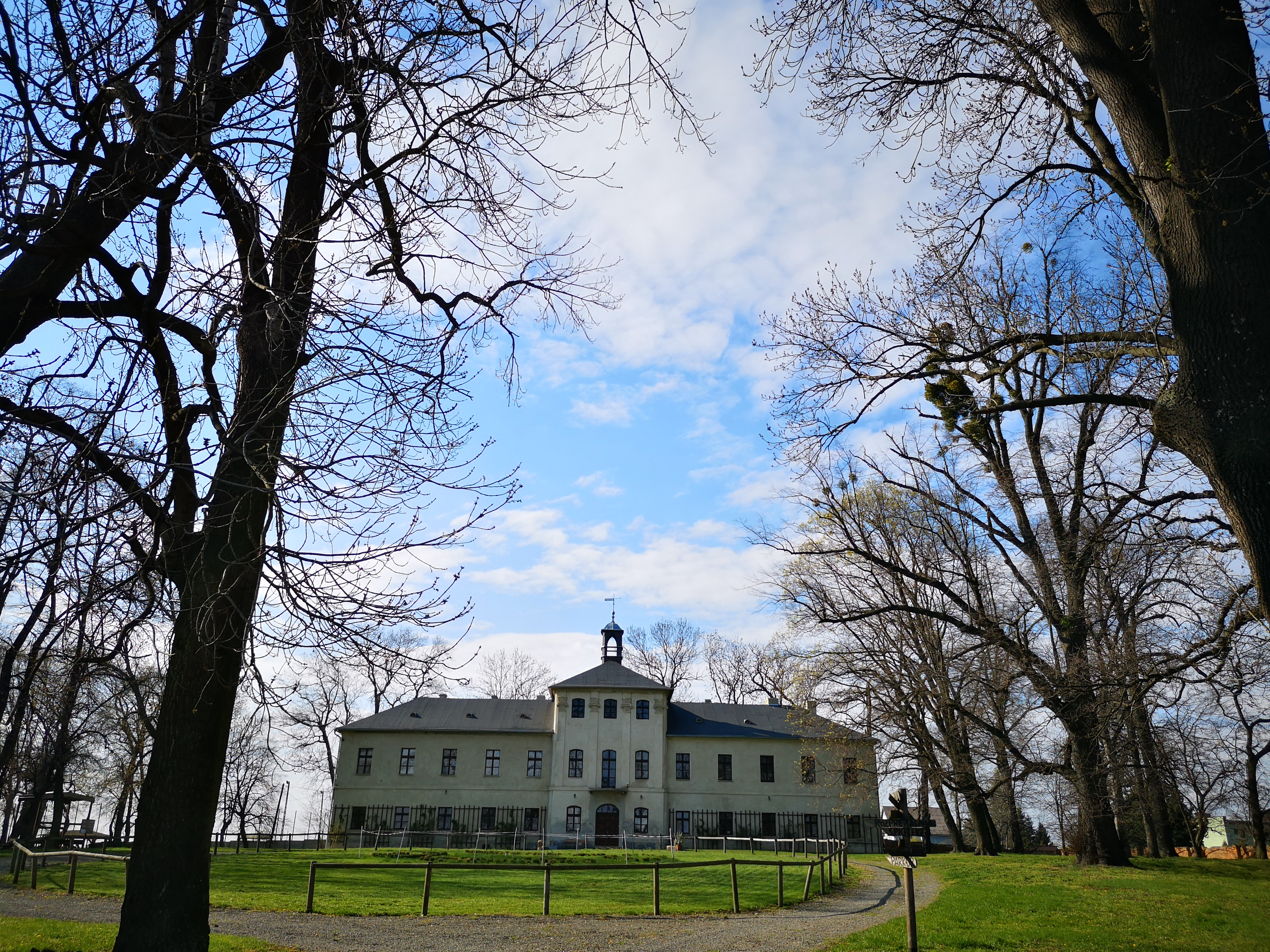
Zámek Wysoka (2019)